# Artyom Serdyuk
Artyom Sergeyevich Serdyuk (tiếng Nga: Артём Серге́евич Сердюк; sinh ngày 22 tháng 1 năm 1990) là một cầu thủ bóng đá người Nga. Anh thi đấu cho FC Fakel Voronezh.